# Diplazium plantaginifolium
Diplazium plantaginifolium là một loài thực vật có mạch trong họ Woodsiaceae. Loài này được (L.) Urb. miêu tả khoa học đầu tiên năm 1903.